# Гарвардський художній музей
Гарвардський художній музей (англ. Harvard Art Museum) — художній музей Гарвардського університету в США, що складається з трьох музеїв: Fogg Museum (заснований в 1895 році), Busch-Reisinger Museum (заснований в 1903 році) і Arthur M. Sackler Museum (заснований в 1985 році).
Спочатку три музеї були об'єднані в єдиний з назвою Harvard University Art Museums, слово «університет» було виключено з назви в 2008 році.
До складу музейного комплексу також входять чотири центри: Archaeological Exploration of Sardis (заснований в 1958 році), Center for the Technical Study of Modern Art (заснований в 2002 році), Harvard Art Museums Archives і Straus Center for Conservation and Technical Studies (засновані в 1928 році).
Колекції трьох музеїв включають в себе близько 250 000 художніх об'єктів, починаючи від античності і до наших днів, що відносяться до Європи, Північної Америки, Північної Африки, Близького Сходу, Південної, Східної і Південно-Східної Азії.
Директорами музею за час його існування були:
- 1896—1909 — Charles Herbert Moore
- 1909—1944 — Edward W. Forbes
- 1948—1968 — John Coolidge
- 1968—1971 — Agnes Mongan
- 1972—1974 — Daniel Robbins
- 1975—1984 — Seymour Slive
- 1985—1990 — Edgar Peters Bowron
- 1991—2002 — James Cuno
- 2003—2015 — Thomas W. Lentz